# Palazzo Adria

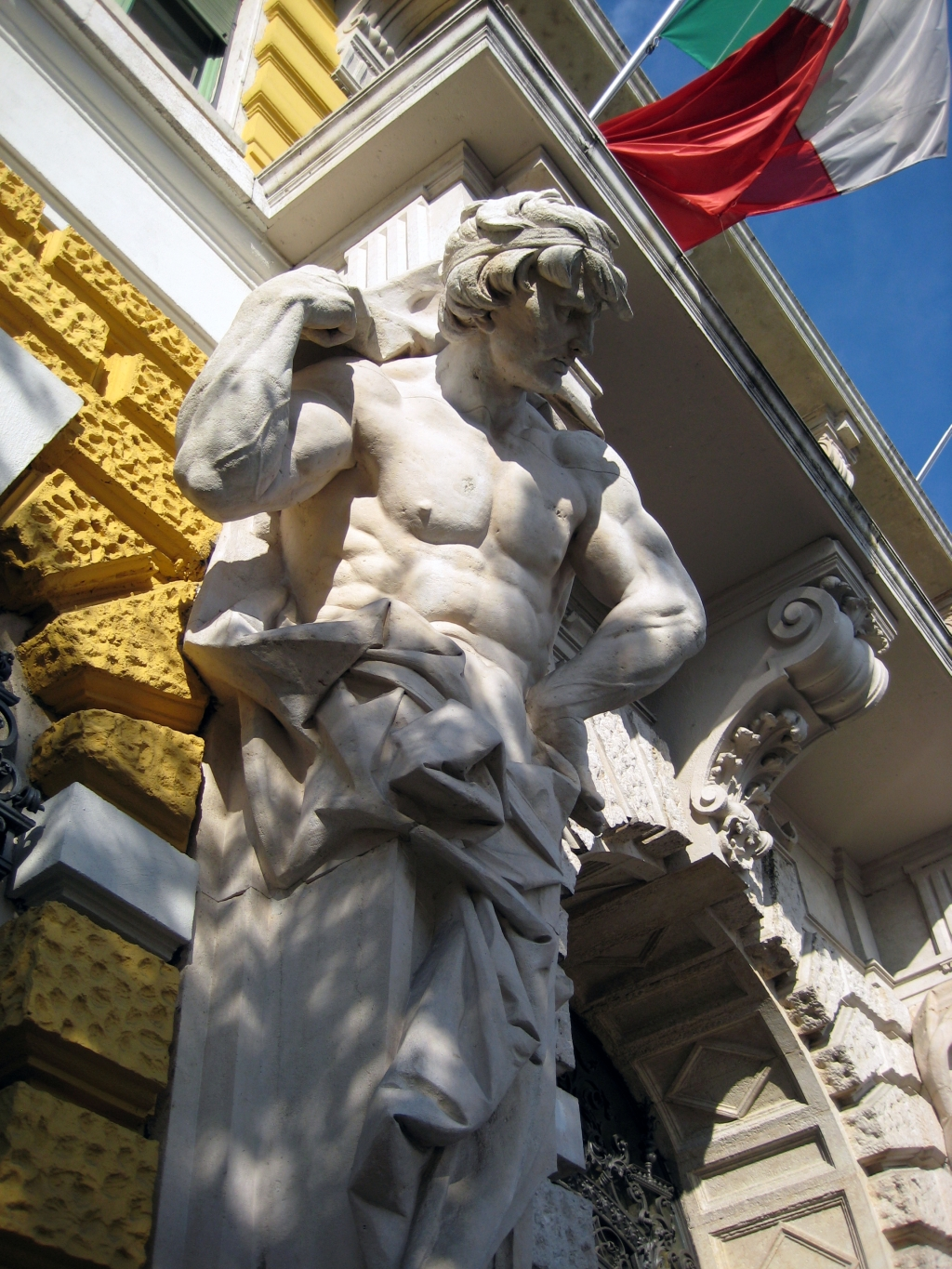
Statua di Atlante all'ingresso del Palazzo Adria.

Il Palazzo Adria a Fiume è uno storico edificio affacciato sul mare già sede della Società anonima di navigazione marittima "Adria".

## Storia
Il palazzo fu costruito nel 1897 per la compagnia di navigazione marittima ungherese "Adria" venne ribattezzato "Jadran" dopo la seconda guerra mondiale. La sua facciata monumentale domina l'intero porto di Fiume, e l'altra dà su piazza Adria. L'edificio, progettato dall'architetto fiumano Francesco Mattiassi e costruito da Giacomo Zammattio, è dotato di numerose sculture di Sebastiano Bonomi che richiamano il mondo del lavoro marittimo.